# Chrysoperla rufilabris
Espèce
Chrysoperla rufilabris est une espèce d'insectes névroptères de la famille des Chrysopidae, originaire d'Amérique du Nord.
L'insecte adulte se nourrit de pollen et de nectar, tandis que les larves, de type campodéiforme, très mobiles, sont prédatrices généralistes, attaquant de nombreuses espèces d'insectes tels que pucerons, larves de cicadelles, larves de doryphores, etc. ainsi que des acariens.